# Połączenia septalne
Połączenia septalne występują przede wszystkim w błonach komórkowych zwierząt bezkręgowych. Błony komórkowe komórek związanych połączeniami septalnymi przylegają do siebie na długich odcinkach i mają przebieg równoległy. W rejonach połączeń septalnych, błony komórkowe połączone są kompleksem białek, przypominającym na przekroju poprzecznym strukturę drabinkową. Przestrzenie międzykomórkowe w rejonie połączeń septalnych są przepuszczalne dla specyficznych związków, jak np. wodorotlenek lantanu, co oznacza, że w rejonie połączenia septalnego błony komórkowe nie są całkowicie złączone, jak w przypadku połączeń zamykających.